# Zaouiat Sidi Kacem
Zaouiat Sidi Kacem (àrab زاوية سيدي قاسم) és una comuna rural de la província de Tetuan de la regió de Tànger-Tetuan-Al Hoceima. Segons el cens de 2014 tenia una població total de 11.537 persones.